# لوپی
لوپی (به فرانسوی: Luppy) یک کمون در فرانسه است که در Canton of Pange واقع شده‌است.

## خصوصیات
لوپی ۱۶٫۲۶ کیلومترمربع مساحت و ۴۸۳ نفر جمعیت دارد و ۲۶۰ متر بالاتر از سطح دریا واقع شده‌است.